# Mathematical Biosciences
Mathematical Biosciences es una revista científica mensual revisada por pares que cubre la investigación sobre el uso de modelos matemáticos en las biociencias . Fue establecido en 1967 y es publicada por Elsevier. El editor en jefe ha sido Santiago Schnell (Universidad de Míchigan ).

## Resumen e indexación
La revista está resumida e indexada en:
- BIOSIS Previews
- Elsevier BIOBASE
- Resúmenes químicos
- Current Contents/ Ciencias de la vida
- MEDLINE / PubMed
- Revisiones matemáticas
- EMBASE

Según Journal Citation Reports , la revista tenía un factor de impacto en 2013 de 1,489. Según Elsevier , la revista tiene un factor de impacto de 2.144 en 2020.

## Premio Bellman
El "Premio Bellman" de Biociencias Matemáticas es un premio bienal de US $ 1250 al mejor artículo de los últimos dos años publicado en la revista. Fue establecido en 1985 y lleva el nombre de Richard Bellman , el primer editor en jefe.